# Ophiura nana
Ophiura nana är en ormstjärneart som först beskrevs av Christian Frederik Lütken 1899.  Ophiura nana ingår i släktet Ophiura och familjen fransormstjärnor. Inga underarter finns listade i Catalogue of Life.